# Teija Tiilikainen
Teija Helena Tiilikainen, född 22 april[källa behövs] 1964 i Lojo, är en finländsk statsvetare, känd som expert på Europeiska unionen (EU).

## Biografi
Tiilikainen studerade vid Åbo Akademi, där hon blev politices magister 1989, politices licentiat 1991 och politices doktor 1997 på avhandlingen Europe and Finland. Defining the political identity of Finland in Western Europe. Hon har varit verksam som forskare, universitetslärare, professor i internationell politik och forskningsdirektör vid Åbo Akademi. Hon var forskare vid Försvarshögskolan 1996–1998, direktör för nätverket för europaforskning vid Helsingfors universitet 2003–2009 och statssekreterare vid Utrikesministeriet under Ilkka Kanervas tid som utrikesminister 2007–2008. Sedan den 1 januari 2010 är Tiilikainen chef för Utrikespolitiska institutet i Finland.
Tiiilikanen tog redan 1994 tydligt ställning för Finlands medlemskap i Europeiska unionen (EU), som hon ansåg vara förenligt med landets självständighet. Statsminister Paavo Lipponen utsåg henne till sin representant i konventet som drog upp riktlinjerna för EU:s framtid 2002–2003. Hon har i sin forskning om den europeiska säkerhetspolitiska utvecklingen även beaktat Ålands ställning som en demilitariserad och neutral zon. Hennes bedömning är att ett finländskt medlemskap i Nato kan medföra en internationell förpliktelse som ökar trycket mot Ålands särställning.
Teija Tiilikainen kallades till ledamot av svenska Kungliga Krigsvetenskapsakademien 2014.